# Sergio Chiarandini
Sergio Chiarandini (Roma, 1968) è un ex nuotatore italiano.
È stato il primo nuotatore italiano nel fondo a vincere una medaglia mondiale: nel mondiale australiano disputatosi a Perth nel 1991, conquista la medaglia d'argento.
Ha partecipato anche alle prime tre edizioni del campionato europeo di nuoto di fondo, che venivano disputate in sedi e date diverse da quelli di nuoto in piscina.

## Palmarès
| Campionati del mondo  | 25 km individuale   |
| 1991 Perth Australia  | Argento 5h 03'18"81 |
| Campionati europei    | 25 km individuale   |
| 1991 Terracina Italia | Argento 5h 56'20""  |
| 1993 Slapy Rep. Ceca  | 6º 5h 57'17"        |